# Pozo de Guadalajara
Pozo de Guadalajara è un comune spagnolo di 1 249 abitanti situato nella comunità autonoma di Castiglia-La Mancia.